# Moses ǁGaroëb
Moses Mague ǁGaroëb (* 14. April 1942 in Arixas bei Mariental, Südwestafrika; † 19. September 1997 in Windhoek) war ein namibischer Politiker und Gründungsmitglied der SWAPO.

## Lebensweg
ǁGaroëb wurde als Sohn der Damara Samuel Geingob und Rebecca Geingos geboren. Mit 17 Jahren nahm er an den Demonstrationen zur Zwangsumsiedlung von der Old Location nach Katutura während der Apartheid teil. Er erlebte das Massaker am 12. Dezember 1959 hautnah. Zwei Jahre später ging ǁGaroëb als Mitglied der SWANU ins Exil und trat noch im selben Jahr der SWAPO bei.
Anfang der 1960er Jahre begann er ein Studium in den Vereinigten Staaten und erschien vor den Vereinten Nationen. An der University of Rochester in New York erhielt ǁGaroëb einen B. A. in Politikwissenschaft. 1966 kehrte er nach Afrika zurück und siedelte zunächst in Tansania. Hier arbeitete er bei Radio Tanzania und präsentierte The Namibia Hour (deutsch Die namibische Stunde). Zudem war er Redakteur der SWAPO-Zeitung Namibia Today. 1969 stieg er ins Zentralkomitee und Politbüro der Partei auf. Diese Positionen hatte er bis zu seinem Tod 1997 inne. Von 1990 bis 1995 war er zudem Generalsekretär der SWAPO. ǁGaroëb war 1989 Mitglied der Verfassunggebenden Versammlung Namibias und anschließend Abgeordneter in der Nationalversammlung. Von 1995 bis zu seinem Tod zwei Jahre später war er Minister im Ministerium für Arbeit und Arbeitskräfteentwicklung.
ǁGaroëb verstarb am 19. September 1997 an den Folgen von Diabetes. Er erhielt am 27. September 1997 ein Staatsbegräbnis auf dem Friedhof der Old Location.

## Ehrungen
Nach Moses ǁGaroëb sind benannt:
- ein Wahlkreis in der Region Khomas
- eine Straße in Swakopmund-Central
- zwei Schulen in Windhoek
- ein Solarpark am Khan (März 2025)

## Anmerkung
1. ↑  Anmerkung: Dieser Artikel enthält Schriftzeichen aus dem Alphabet der im südlichen Afrika gesprochenen Khoisansprachen. Die Darstellung enthält Zeichen der Klicklautbuchstaben ǀ, ǁ, ǂ und ǃ. Nähere Informationen zur Aussprache langer oder nasaler Vokale oder bestimmter Klicklaute finden sich z. B. unter Khoekhoegowab.